# Eugène Goblet d'Alviella
Eugène Goblet d'Alviella (Brussel·les, 10 d'agost de 1846 - Elsene, 9 de setembre de 1925) era un polític belga, membre del partit liberal.
Fill d'Albert Joseph Goblet d'Alviella i pare de Félix Goblet d'Alviella.
Eugène Goblet d'Alviella va ser professor d'història de les religions i després rector de la Universitat Lliure de Brussel·les. Va ser president de la Societat Reial Belga de Geografia i va publicar un gran nombre d'obres sobre temes tan diferents com el pacifisme, l'economia o fins i tot el simbolisme maçònic. Se li deu sobretot la creació dels cursos d'història de les religions a la Universitat Lliure de Brussel·les.
Va ser membre de la Lògia de Les Amis Philanthropes, Gran Mestre del Grand Orient de Belgique i Grand Commander del Consell Suprem l'any 1900.